# ضلاع (عمران)
ضلاع هي إحدى قرى الجمهورية اليمنية. تتبع جغرافيا لمحافظة عمران وإداريًا لمديرية عمران. يبلغ تعداد سكانها 1026 نسمة حسب الإحصاء الذي أجري عام 2004.